# Chipping Norton, New South Wales
Chipping Norton este o suburbie în Sydney, Australia.